# Upeneus tragula
 Upeneus tragula és una espècie de peix de la família dels múl·lids i de l'ordre dels perciformes.

## Morfologia
Els mascles poden assolir els 30 cm de longitud total.

## Distribució geogràfica
Es troba des de l'Àfrica oriental fins a Vanuatu i el sud del Japó.